# Chrysolina petitpierrei
Chrysolina petitpierrei es un coleóptero de la familia Chrysomelidae.
Fue descrita científicamente en 2004 por Kippenberg.